# Hudba 21. století
Hudbou 21. století je míněna současná klasická hudba, která byla vytvořena od roku 2000.
Některé prvky z hudby předchozího století byly zachovány, včetně postmodernismu, polystylismu a eklekticismu, které se snaží začlenit prvky všech hudebních stylů bez ohledu na to, zda tyto jsou „klasické“ či nikoli - tyto snahy představují rozvolňující se rozlišení mezi různými hudebními žánry. Mezi důležité vlivy patří rocková, popová hudba, jazz a taneční tradice s nimi spojené. Kombinace klasické hudby a [multimédií] je další význačnou praxí v 21. století; Internet a s ním související technologie, jsou v tomto ohledu důležitými zdroji. Rovněž se mění postoje vůči skladatelkám.